# 1989 (Taylor Swift)
1989 è il quinto album in studio della cantautrice statunitense Taylor Swift, pubblicato il 27 ottobre 2014 dalla Big Machine Records.
Il titolo dell'album è un riferimento all'anno di nascita di Taylor Swift. Prodotto da Taylor Swift assieme a Max Martin, si tratta di un album ispirato alla musica pop degli anni ottanta e infatti contiene basi di sintetizzatori, basso, parti vocali distorte e chitarre. Con 1989, Taylor Swift si allontana dalla musica country, e lo definisce come "il suo primo album ufficialmente pop".
Ai Grammy Awards 2016 1989 è stato premiato nelle categorie "album dell'anno" e "miglior album pop vocale", segnando la prima vittoria della Swift in quest'ultima categoria.

## Descrizione

### Composizione
Già nel luglio 2013 Swift aveva annunciato di aver iniziato a lavorare a un nuovo album che avrebbe presentato uno stile completamente differente sia dal precedente Red sia da quanto fatto fino ad allora. 1989 rappresenta infatti il primo dei suoi album ufficialmente pop.

In un'intervista rilasciata a Rolling Stone è stato spiegato come 1989 risulti influenzato da alcuni degli artisti pop anni ottanta preferiti dalla Swift, inclusi Phil Collins, Annie Lennox e l'era Like a Prayer di Madonna. L'album è stato prodotto da Swift e Max Martin, con il quale ha collaborato sul suo singolo del 2012 We Are Never Ever Getting Back Together. Pochi testi affrontano le sue relazioni e la sua vita sentimentale, ma per la maggior parte sono sognanti e nostalgiche, non puntano il dito contro nessuno o non se la prendono con nessuno. Su questo, Swift spiega:

### Titolo
Durante la live chat del 18 agosto 2014 Taylor Swift ha spiegato l'idea su cui si basa il titolo dell'album:

## Promozione
Nell'agosto 2014 la Swift iniziò a pubblicare vari indizi sui suoi social network. Il primo è stato un video pubblicato su Instagram il 4 agosto, in cui ella stessa preme il pulsante 18 in un ascensore. Il 6 agosto, su Twitter, ha pubblicato il secondo indizio, uno screenshoot che mostrava l'orario 5:00. Il terzo indizio, pubblicato il giorno dopo, raffigurava un altro screenshoot della pagina iniziale di Yahoo!. L'11 agosto ha confermato che il 18 agosto 2014, alle cinque del pomeriggio, si sarebbe tenuta una live chat sulla piattaforma Yahoo! Screen.

### Singoli
- Shake It Off è stato annunciato durante la live chat del 18 agosto 2014 e pubblicato subito dopo la fine dello stream, insieme al video ufficiale. Dopo meno di un giorno dalla pubblicazione, il singolo ha registrato un nuovo record per la Swift, quello di essere entrato nella top 40 delle radio nel minor tempo nella storia della musica pop[36]. Il singolo debutta al primo posto della Billboard Hot 100 con 544 000 copie vendute, risultando il miglior debutto del 2014 e il quinto miglior debutto di sempre, dopo Hello, Right Round, We Are Never Ever Getting Back Together e Roar[37][38]. Nella seconda settimana si riconferma al primo posto, con 335 000 copie vendute[39][40].
- Blank Space è stato pubblicato come secondo singolo il 10 novembre 2014[41] insieme al video ufficiale, diretto da Joseph Kahn. Detronizzando la sua stessa Shake It Off, Taylor Swift diventa la prima artista femminile nella storia della classifica a succedere se stessa al primo posto[42]. La canzone rimane in vetta alla Billboard Hot 100 per sette settimane, diventando così il brano di Taylor Swift con più settimane in vetta alla classifica statunitense[43].
- Style è stato pubblicato come terzo singolo dell'album il 13 febbraio 2015, giorno in cui è stato pubblicato il video ufficiale[44]. Il brano ha raggiunto la sesta posizione nella Billboard Hot 100[45].
- Bad Blood è stato pubblicato come quarto singolo ufficiale il 17 maggio, giorno in cui è stato pubblicato il video durante i Billboard Music Awards. In aggiunta è stata pubblicata un remix del brano in duetto con il rapper Kendrick Lamar[46]. Nel video (con l'audio della versione remix del brano) compaiono ben diciassette stars tra modelle, cantanti e attrici[47]. Il videoclip, diretto da Joseph Kahn, ha ottenuto il record di visualizzazioni VEVO nelle 24 ore successive alla sua pubblicazione: 20,1 mln di visualizzazioni[48]. Questo record poi è stato battuto da Adele con Hello: 27,7 milioni di visualizzazioni.
- Wildest Dreams è stato annunciato il 5 agosto 2015 dalla stessa Swift come quinto singolo estratto dall'album[49] ed è stato pubblicato il 1º settembre dello stesso anno[50].
- Out of the Woods è stato annunciato a dicembre 2015 come sesto singolo estratto dall'album. Il video è stato mostrato per la prima volta il 31 dicembre 2015 ed il video del singolo è stato pubblicato il giorno seguente, il 1º gennaio 2016.
- New Romantics è stato pubblicato il 23 febbraio 2016 dalle radio come settimo e ultimo singolo estratto dall'album. Il video musicale è stato pubblicato il 13 aprile 2016 e include diverse clip del The 1989 World Tour.

### Singoli promozionali
- Out of the Woods è stato presentato, tramite l'ascolto di una breve parte del brano, il 13 ottobre 2014 a Good Morning America, per poi essere pubblicato su iTunes il giorno seguente[51]. Nel 2016 è stato estratto come sesto singolo dell'album.
- Welcome To New York, come Out Of The Woods, è stato presentato il 20 ottobre 2014 a Good Morning America ed è stato pubblicato su iTunes il giorno seguente[52].

### Esibizioni e ilThe 1989 World Tour
La prima esibizione per promuovere l'album si è svolta il 24 agosto 2014, agli MTV Video Music Awards 2014, dove Swift si è esibita col primo singolo, Shake It Off. In seguito, la cantante ha iniziato un lungo tour promozionale per promuovere l'album. Domenica 5 ottobre la cantante si è recata in Francia, dove ha cantato Shake It Off; il singolo è stato poi eseguito anche ad X Factor UK il 12 ottobre e ad X Factor Australia il 20 ottobre. Nella settimana della pubblicazione dell'album, la Swift si è esibita al David Letterman Show, dove ha cantato Welcome to New York, e al Good Morning America, dove si è esibita in Shake It Off, Out of the Woods e Welcome to New York. La prima esibizione del secondo singolo ufficiale Blank Space è stata il 23 novembre agli American Music Award. In seguito, la cantante si è esibita a The Voice US, nonché al VIctoria Secret Fashion Show. La notte di Capodanno è stata tra i performers della serata.
Il 3 novembre 2014 la cantante ha annunciato la partenza del The 1989 World Tour, prevista per maggio del 2015. Il tour è partito il 5 maggio da Tokyo, in Giappone, per poi proseguire per numerose città del Nordamerica, alcuni paesi d'Europa e d'Asia, per terminare in Oceania il 12 dicembre 2015.

## Accoglienza
| Recensione           | Giudizio |
| -------------------- | -------- |
| AbsolutePunk         | [ 64 ]   |
| AllMusic             | [ 65 ]   |
| Billboard            | [ 66 ]   |
| Digital Spy          | [ 67 ]   |
| Entertainment Weekly | [ 68 ]   |
| Los Angeles Times    | [ 69 ]   |
| New York Daily News  | [ 70 ]   |
| NME                  | [ 71 ]   |
| Pretty Much Amazing  | [ 72 ]   |
| Rolling Stone        | [ 73 ]   |
| Slant Magazine       | [ 74 ]   |
| Sputnikmusic         | [ 75 ]   |
| The A.V. Club        | [ 76 ]   |
| The Independent      | [ 77 ]   |
| The Guardian         | [ 78 ]   |
| The Line of Best Fit | [ 79 ]   |
| The New York Times   | [ 80 ]   |
| The Observer         | [ 81 ]   |
| The Telegraph        | [ 82 ]   |
| USA Today            | [ 83 ]   |

1989 è stato molto acclamato dalla critica, ricevendo molte recensioni positive. Metacritic, che unisce tutte le recensioni per dare un voto generale all'album, ha riservato per 1989 un voto di 78 su 100.
Jem Aswad, scrivendo per Billboard, dice che "i testi sono ancora inconfondibilmente stile Swift, con le sue melodie polisillabiche e versi allegri e provocatori, ma Max Martin ed altri collaboratori di punta (tra cui Shellback, Ryan Tedder e Jack Antonoff dei fun.) hanno aiutato ad affinare le sue canzoni, che sono più mature e sagaci, meno bubbly ed infantili rispetto al passato", aggiungendo che "una rottura netta con il nucleo del pubblico è una mossa rischiosa per qualsiasi artista: nella peggiore delle ipotesi, è come un intervento di chirurgia plastica mal consigliato, un vanificare le qualitià distintive e le particolarità che hanno reso una persona interessante all'inizio, ma Swift elude totalmente questo fato con questo album, rendendo la sua rara abilità di scrivere per diverse persone ed età ancora più universale; con 1989, apre sapientemente un nuovo capitolo di quella che sarà, ora ancora più probabilmente, una carriera molto lunga." Sheffield, scrivendo per Rolling Stone ed elargendo all'album quattro stelle su cinque, afferma: "profondamente strano, febbrilmente emotivo, selvaggiamente entusiasta, 1989 sembra esattamente come Taylor Swift, anche se sembra qualcosa che non ha mai provato prima d'ora".
Secondo Neil McCormick del The Daily Telegraph l'album dà un "inaspettato e brillante impatto" ed è "denso di effervescenza americana". Secondo Alexis Petridis del The Guardian, invece, "naviga in innegabili melodie, in grandiosi e perfettamente intonati ritornelli e rimbombanti cadenze."
1989 è stato valutato come il miglior album del 2014 da Billboard che ha dichiarato che "molti artisti hanno provato il cambiamento radicale che Swift ha compiuto in 1989, ma pochi hanno ottenuto un risultato altrettanto formidabile".

## Tracce
Crediti adattati ai dati riportati nel sito della ISWC.
1. Welcome to New York – 3:32 (Taylor Swift, Ryan Tedder)
2. Blank Space – 3:51 (Taylor Swift, Max Martin, Shellback)
3. Style – 3:51 (Taylor Swift, Max Martin, Shellback, Ali Payami)
4. Out of the Woods – 3:55 (Taylor Swift, Jack Antonoff)
5. All You Had To Do Was Stay – 3:13 (Taylor Swift, Max Martin)
6. Shake It Off – 3:39 (Taylor Swift, Max Martin, Shellback)
7. I Wish You Would – 3:27 (Taylor Swift, Jack Antonoff)
8. Bad Blood – 3:31 (Taylor Swift, Max Martin, Shellback)
9. Wildest Dreams – 3:40 (Taylor Swift, Max Martin, Shellback)
10. How You Get The Girl – 4:07 (Taylor Swift, Max Martin, Shellback)
11. This Love – 4:10 (Taylor Swift)
12. I Know Places – 3:15 (Taylor Swift, Ryan Tedder)
13. Clean – 4:31 (Taylor Swift, Imogen Heap)

Tracce bonus nell'edizione deluxe
1. Wonderland – 4:05 (Taylor Swift, Max Martin, Shellback)
2. You Are In Love – 4:27 (Taylor Swift, Jack Antonoff)
3. New Romantics – 3:50 (Taylor Swift, Max Martin, Shellback)
4. I Know Places (Voice Memo) – 3:36 (testo: Taylor Swift, Ryan Tedder)
5. I Wish You Would (Voice Memo) – 1:47 (testo: Taylor Swift, Jack Antonoff)
6. Blank Space (Voice Memo) – 2:11 (testo: Taylor Swift, Max Martin, Shellback)

Tracce bonus nell'edizione deluxe canadese
1. Wonderland – 4:05 (Taylor Swift, Max Martin, Shellback)
2. New Romantics – 3:50 (Taylor Swift, Max Martin, Shellback)

DVD bonus nell'edizione giapponese
1. Shake It Off (Music Video)
2. Shake It Off (The Cheerleaders Scene)
3. Shake It Off (The Ballerinas Scene)
4. Shake It Off (The Modern Dancers Scene)
5. Shake It Off (The Animators Scene)
6. Shake It Off (The Twerkers & Finger Tutting Scene)
7. Shake It Off (The Ribbon Dancers Scene)
8. Shake It Off (The Band, The Fans & The Extras Scene)

## Formazione
- Taylor Swift – voce, autrice, produttrice, produttore esecutivo, corista, battito cardiaco, battiti di mani, urla, chitarra acustica.
- Max Martin – produttore, autore, tastiera, programmazione, produttore esecutivo, pianoforte, battiti di mani, urla, corista
- Shellback – produttore, autore, chitarra acustica, chitarra elettrica, basso, tastiera, percussioni, programmatore, urla, calpesti, chitarra, ginocchia, rumore, battiti di mani, batteria, corista
- Ali Payami – autore, produttore, tastiera, programmatore
- Ryan Tedder – produttore, registrazione, autore, corista, pianoforte, juno, chitarra acustica, chitarra elettrica, programmazione della batteria, sintetizzazione supplementare, programmazione supplementare
- Noel Zancanella – produttore, programmazione della batteria, sintetizzatore, basso, sintetizzazione supplementare, programmazione supplementare
- Jack Antonoff – autore, produttore, corista, chitarra acustica, chitarra elettrica, tastiera, basso, batteria
- Nathan Chapman – produttore, chitarra elettrica, basso, tastiera, batteria, registrazione
- Imogen Heap – produttrice, autrice, registrazione, vibrafono, batteria, m'bira, percussioni, programmatrice, tastiera, corista
- Jason Campbell – coordinatore alla produzione
- Mattman & Robin – produttore, programmatore, batteria, chitarra, basso, tastiera, percussioni
- Greg Kurstin – programmazione supplementare, tastiera
- Niklas Ljungfelt – chitarra
- Jonas Thander – sassofono
- Jonas Lindeborg – tromba
- Magnus Wiklund – trombone
- Michael Ilbert – registrazione
- Smith Carlson – registrazione
- Laura Sisk – registrazione
- Sam Holland – registrazione
- Matthew Tryba – assistente alla registrazione
- Eric Eylands – assistente alla registrazione
- Brendan Morawski – assistente alla registrazione
- Cory Bice – assistente alla registrazione
- Șerban Ghenea – missaggio
- John Hanes – ingegnere del missaggio
- Peter Carlsson – ingegnere di Pro Tools
- Tom Coyne – mastering

## Successo commerciale
A livello mondiale, "1989", ha riscosso un enorme successo già dalla settimana di pubblicazione, con 1 681 000 copie vendute. Il disco ha avuto un enorme successo nelle seguenti settimane tanto da concludere l'anno con 4 619 000 copie vendute, dopo soli due mesi dalla pubblicazione, risultando il secondo album più venduto dell'anno mondialmente. Al 25 maggio 2016 ha venduto 9 500 000 copie.

### Stati Uniti
Già dalla settimana precedente all'uscita dell'album, Billboard aveva iniziato a dare le previsioni di vendita dell'album che, nella sua prima settimana, si aggiravano intorno alle 750 000 copie. Successivamente ha modificato molte volte queste stime, andando sempre ad aumentare, finché ha portato la previsione a 1.3 milioni di copie circa. Le ultime previsioni si sono rivelate accurate, infatti 1989 nella sua prima settimana ha venduto 1 287 000 copie, risultando l'album con il maggior numero di vendite nella prima settimana dal 2002 ed il più venduto del 2014, dopo solo una settimana. Il record come maggior debutto per un album di artista femminile nella prima settimana è detenuto da Adele che, con il suo album 25, nel 2015 ha venduto ben 3,4 milioni di copie. Il record era precedentemente appartenuto a Britney Spears, con il suo secondo album in studio Oops! ...I did it again (1 319 000 copie) pubblicato nel 2000. Inoltre, Swift con questo album viene riconosciuta come l'unica artista ad avere tre album consecutivi con più di un milione di copie vendute nella prima settimana, con 1989, Red e Speak Now. L'album è rimasto in vetta alla Billboard 200 per 11 settimane, la Swift è l'unica artista insieme a The Kingston Trio e i Beatles ad avere 4 album con 6 settimane (o più) ciascuno in vetta alla classifica album statunitense. "1989" ha concluso il 2014 con 3 660 000 copie vendute negli USA, risultando così l'album più venduto negli USA del 2014. A marzo 2015 è stato annunciato da Billboard che "1989" ha venduto 4.500.000 nei soli Stati Uniti.

### Regno Unito e Oceania
L'album ha debuttato alla prima posizione nel Regno Unito con 90 000 copie, un netto aumento rispetto alle 61.000 di Red, risultando il miglior debutto di un'artista femminile nel 2014. L'album è stato certificato disco di platino negli UK, e due volte disco di platino in Australia e in Nuova Zelanda.

## La versione di Ryan Adams
Il cantante rock Ryan Adams nel settembre 2015 pubblicò la sua cover dell'album traccia per traccia. Egli ascoltava frequentemente l’album a fine 2014, dopo il fallimento del suo matrimonio. Nella sua versione, Adams incorpora strumenti acustici del genere indie rock e country, che contrastano con la produzione elettronica originale. La stessa Swift si dichiarò felice della versione del cantante. Quest’ultima ebbe generalmente critiche positive, e raggiunse la settima posizione della Billboard 200.

## Classifiche

### Classifiche settimanali
| Classifica (2014-23) | Posizione massima |
| -------------------- | ----------------- |
| Argentina            | 1                 |
| Australia            | 1                 |
| Austria              | 5                 |
| Belgio (Fiandre)     | 1                 |
| Belgio (Vallonia)    | 7                 |
| Canada               | 1                 |
| Corea del Sud        | 2                 |
| Danimarca            | 2                 |
| Finlandia            | 10                |
| Francia              | 9                 |
| Germania             | 4                 |
| Giappone             | 3                 |
| Grecia               | 1                 |
| Irlanda              | 1                 |
| Italia               | 5                 |
| Lituania             | 78                |
| Messico              | 1                 |
| Norvegia             | 1                 |
| Nuova Zelanda        | 1                 |
| Paesi Bassi          | 1                 |
| Polonia              | 17                |
| Portogallo           | 3                 |
| Regno Unito          | 1                 |
| Repubblica Ceca      | 17                |
| Slovacchia           | 17                |
| Spagna               | 4                 |
| Stati Uniti          | 1                 |
| Svezia               | 17                |
| Svizzera             | 3                 |
| Ungheria             | 22                |
| Uruguay              | 7                 |

### Classifiche di fine anno
| Classifica           | Posizione | Posizione | Posizione | Posizione | Posizione | Posizione | Posizione | Posizione | Posizione | Posizione | Posizione |
| Classifica           | 2014      | 2015      | 2016      | 2017      | 2018      | 2019      | 2020      | 2021      | 2022      | 2023      | 2024      |
| -------------------- | --------- | --------- | --------- | --------- | --------- | --------- | --------- | --------- | --------- | --------- | --------- |
| Argentina            | 9         |           |           |           |           |           |           |           |           |           |           |
| Australia            | 2         | 3         | 17        | 32        | 36        | 46        | 44        | 27        | 16        | 9         | 68        |
| Austria              |           | 47        |           |           |           |           |           |           | 75        | 12        |           |
| Belgio (Fiandre)     | 71        | 33        | 94        |           |           |           | 166       | 102       | 57        | 15        | 92        |
| Belgio (Vallonia)    | 198       | 125       |           |           |           |           |           |           |           | 132       |           |
| Corea del Sud (Int.) | 25        | 22        | 36        | 89        |           |           |           |           |           |           |           |
| Canada               | 2         | 1         | 17        |           |           |           |           |           | 45        | 14        |           |
| Croazia (Int.)       |           | 6         |           |           |           |           |           |           |           |           |           |
| Danimarca            |           |           |           |           |           |           |           |           | 100       | 44        |           |
| Francia              | 160       | 82        |           |           |           |           |           |           |           |           |           |
| Germania             | 71        | 56        |           |           |           |           |           |           |           | 39        |           |
| Giappone             | 34        | 30        |           |           |           |           |           |           |           |           |           |
| Irlanda              | 7         | 7         |           |           |           |           |           | 30        |           |           |           |
| Islanda              |           |           |           |           |           |           |           |           |           | 80        |           |
| Messico              | 28        | 20        |           |           |           |           |           |           |           |           |           |
| Norvegia             |           |           |           | 71        |           |           |           |           |           |           |           |
| Nuova Zelanda        | 3         | 7         | 19        |           |           |           |           |           |           | 7         |           |
| Paesi Bassi          | 82        | 35        |           |           |           |           |           |           | 90        | 21        |           |
| Portogallo           |           |           |           |           |           |           |           |           |           | 70        | 77        |
| Regno Unito          | 11        | 6         | 44        |           |           |           | 97        | 59        | 33        | 12        | 75        |
| Spagna               |           | 56        |           |           |           |           |           |           |           |           |           |
| Stati Uniti          | 3         | 1         | 17        | 101       | 82        | 116       | 105       | 88        | 75        | 16        | 83        |
| Svezia               |           |           |           |           |           |           |           |           |           | 40        |           |
| Svizzera             | 87        | 40        |           |           |           |           |           |           |           | 4         | 7         |
| Ungheria             |           | 69        |           |           |           |           |           |           |           | 56        |           |

### Classifiche di fine decennio
| Classifica (2010-19) | Posizione |
| -------------------- | --------- |
| Australia            | 8         |
| Canada               | 5         |
| Regno Unito          | 25        |
| Stati Uniti          | 2         |

### Classifiche di fine secolo
| Classifica (2000-2024) | Posizione |
| ---------------------- | --------- |
| Stati Uniti            | 4         |

### Classifiche di tutti i tempi
| Classifica       | Posizione |
| ---------------- | --------- |
| Australia        | 2         |
| Austria          | 69        |
| Belgio (Fiandre) | 61        |
| Nuova Zelanda    | 19        |
| Paesi Bassi      | 91        |
| Stati Uniti      | 64        |

## Date di pubblicazione
| Stato       | Data             | Edizione         | Formato           | Etichetta discografica |
| ----------- | ---------------- | ---------------- | ----------------- | ---------------------- |
| Mondo       | 27 ottobre 2014  | Standard, deluxe | Download digitale | Big Machine            |
| Stati Uniti | 27 ottobre 2014  | Standard, deluxe | CD                | Big Machine            |
| Regno Unito | 27 ottobre 2014  | Standard, deluxe | CD                | EMI                    |
| Germania    | 27 ottobre 2014  | Standard, deluxe | CD                | Universal Music        |
| Giappone    | 27 ottobre 2014  | Standard         | CD                | Universal Music        |
| Giappone    | 27 ottobre 2014  | Deluxe           | CD + DVD          | Universal Music        |
| Italia      | 28 ottobre 2014  | Standard, deluxe | CD                | Universal Music        |
| Francia     | 29 ottobre 2014  | Standard, deluxe | CD                | Mercury Records        |
| Belgio      | 29 ottobre 2014  | Standard, deluxe | CD                | Mercury Records        |
| Paesi Bassi | 29 ottobre 2014  | Standard, deluxe | CD                | Mercury Records        |
| Stati Uniti | 9 dicembre 2014  | Standard         | LP                | Big Machine            |
| Canada      | 9 dicembre 2014  | Standard         | LP                | Big Machine            |
| Turchia     | 10 dicembre 2014 | Standard         | CD                | Big Machine            |
| Stati Uniti | 15 dicembre 2014 | Karaoke          | Download digitale | Big Machine            |
| Cina        | 30 dicembre 2014 | Deluxe           | CD                | Universal Music        |
| Stati Uniti | 14 aprile 2015   | Karaoke          | CD + DVD          | Big Machine            |
| Vari        | 9 giugno 2017    | Standard, deluxe | Streaming         | Big Machine            |

## 1989 (Taylor's Version)
Nell'agosto 2019 Taylor Swift ha annunciato che avrebbe registrato nuovamente i suoi primi sei album in seguito alla vendita dei diritti della Big Machine all'imprenditore statunitense Scooter Braun, aggiungendo l'11 febbraio 2021 che le nuove registrazioni avrebbero manutenuto i titoli originari ma con l'aggiunta della dicitura Taylor's Version tra parentesi al fine di sottolineare il possesso della registrazione.
1989 rappresenta il quarto disco registrato nuovamente dall'artista ad essere pubblicato. Già da settembre 2021 Swift ha pubblicato Wildest Dreams (Taylor's Version) come primo singolo, mentre il 6 maggio 2022 è stata la volta di This Love (Taylor's Version) per la serie tv di Prime Video L'estate nei tuoi occhi.
Il 9 agosto 2023, durante l'ultima tappa a Los Angeles del suo The Eras Tour, ha annunciato la pubblicazione di 1989 (Taylor's Version) per il 27 ottobre 2023, esattamente nove anni dopo l'uscita dell'album originale.

### Tracce
1. Welcome to New York (Taylor's Version) – 3:32 (Taylor Swift, Ryan Tedder)
2. Blank Space (Taylor's Version) – 3:51 (Taylor Swift, Max Martin, Shellback)
3. Style (Taylor's Version) – 3:51 (Taylor Swift, Max Martin, Shellback, Ali Payami)
4. Out of the Woods (Taylor's Version) – 3:55 (Taylor Swift, Jack Antonoff)
5. All You Had to Do Was Stay (Taylor's Version) – 3:13 (Taylor Swift, Max Martin)
6. Shake It Off (Taylor's Version) – 3:39 (Taylor Swift, Max Martin, Shellback)
7. I Wish You Would (Taylor's Version) – 3:27 (Taylor Swift, Jack Antonoff)
8. Bad Blood (Taylor's Version) – 3:31 (Taylor Swift, Max Martin, Shellback)
9. Wildest Dreams (Taylor's Version) – 3:40 (Taylor Swift, Max Martin, Shellback)
10. How You Get the Girl (Taylor's Version) – 4:07 (Taylor Swift, Max Martin, Shellback)
11. This Love (Taylor's Version) – 4:10 (Taylor Swift)
12. I Know Places (Taylor's Version) – 3:15 (Taylor Swift, Ryan Tedder)
13. Clean (Taylor's Version) – 4:31 (Taylor Swift, Imogen Heap)
14. Wonderland (Taylor's Version) – 4:05 (Taylor Swift, Max Martin, Shellback)
15. You Are In Love (Taylor's Version) – 4:27 (Taylor Swift, Jack Antonoff)
16. New Romantics (Taylor's Version) – 3:50 (Taylor Swift, Max Martin, Shellback)
17. "Slut!" (Taylor's Version) (From the Vault) – 3:00 (Taylor Swift, Ariel Reichstaid)
18. Say Don't Go (Taylor's Version) (From the Vault) – 4:39 (Taylor Swift, Diane Warren)
19. Now That We Don't Talk (Taylor's Version) (From the Vault) – 2:26 (Taylor Swift, Max Martin, Shellback, Mattman & Robin)
20. Suburban Legends (Taylor's Version) (From the Vault) – 2:51 (Taylor Swift, Max Martin, Shellback)
21. Is It Over Now? (Taylor's Version) (From the Vault) – 3:49 (Taylor Swift)

Traccia bonus nell'edizione deluxe digitale
1. Bad Blood (feat. Kendrick Lamar) (Taylor's Version) – 3:18 (Taylor Swift, Kendrick Lamar, Max Martin, Shellback)

Traccia bonus nella Digital Deluxe +
1. "Slut!" (Acoustic Version) (Taylor's Version) – 3:00 (Taylor Swift, Ariel Reichstaid)

Traccia bonus nella Tangerine Edition
1. Sweeter Than Fiction (Taylor's Version) – 3:54 (Taylor Swift, Jack Antonoff)

### Successo commerciale
1989 (Taylor's Version) è diventato l'album con il più alto numero di streaming ottenuti in un solo giorno nel 2023; inoltre, grazie a tale record, Swift è diventata l'artista più ascoltata in un solo giorno di sempre, infrangendo il precedente record detenuto dall'artista stessa con l'album Midnights.
Negli Stati Uniti ha venduto 250 000 copie nel giorno di pubblicazione e oltre un milione nel suo quinto giorno, diventando rispettivamente il 10º e il 6º album di Swift a vendere 500 000 copie e 1 milione di copie nella sua prima settimana. 1989 (Taylor's Version) ha anche infranto due record che erano stati precedentemente stabiliti dall'album Midnights della stessa Swift: è diventato l'album più venduto del 2023 nonché quello che ha registrato la più importante vendita di vinili, vendendo 580 000 vinili in sei giorni. Nella settimana dell'11 novembre 2023 1989 (Taylor's Version) ha debuttato alla prima posizione della Billboard 200 accumulando 1 653 000 unità ottenute da 1 359 000 di vendite tradizionali (693 000 LP e 554 000 CD) e 375,49 milioni di streaming on-demand. Così facendo, è diventato l'album della Swift con il maggior numero di vendite ottenute nella prima settimana di pubblicazione, il maggiore numero di vendite da 25 (2015) di Adele e il sesto in generale nella storia della classifica. L'album è diventato il 13° della carriera della cantante, permettendole di estendere il record per il maggior numero di album numero uno tra le artiste donne e ha superato di circa 400 000 unità la sua versione originale del 2014.
Nel Regno Unito l'album ha venduto il maggior numero di copie in una settimana di apertura del 2023, con 143 000 unità vendute in soli tre giorni. Ha debuttato alla prima posizione della Official Albums Chart con 184 000 unità, diventando l'11º album numero uno nel paese.

### Classifiche

#### Classifiche settimanali
| Classifica (2023) | Posizione massima |
| ----------------- | ----------------- |
| Australia         | 1                 |
| Austria           | 1                 |
| Belgio (Fiandre)  | 1                 |
| Belgio (Vallonia) | 1                 |
| Canada            | 1                 |
| Croazia           | 2                 |
| Danimarca         | 1                 |
| Finlandia         | 2                 |
| Francia           | 1                 |
| Germania          | 1                 |
| Giappone          | 13                |
| Irlanda           | 1                 |
| Islanda           | 2                 |
| Italia            | 1                 |
| Lituania          | 2                 |
| Norvegia          | 1                 |
| Nuova Zelanda     | 1                 |
| Paesi Bassi       | 1                 |
| Polonia           | 2                 |
| Portogallo        | 1                 |
| Regno Unito       | 1                 |
| Repubblica Ceca   | 2                 |
| Slovacchia        | 2                 |
| Spagna            | 1                 |
| Stati Uniti       | 1                 |
| Svezia            | 1                 |
| Ungheria          | 2                 |

#### Classifiche di fine anno
| Classifica (2023) | Posizione |
| ----------------- | --------- |
| Italia            | 55        |
| Portogallo        | 1         |
| Spagna            | 8         |
| Ungheria          | 22        |
| Classifica (2024) | Posizione |
| Croazia           | 32        |
| Polonia           | 94        |
| Portogallo        | 9         |
| Stati Uniti       | 2         |